# 우아베산
우아베산(프랑스어: Mont Oave)은 프랑스령 폴리네시아의 우아포우섬에 위치한 화산으로, 마르키즈 제도에서 가장 높은 지점이다. 높이는 1,230m이다.

## 지리
우아베산의 정상은 현무암 기둥으로 이루어져 있으며, 지형적으로 고립된 거리는 약 846km로, 세계에서 55번째로 고립된 산이다. 가장 가까운 산은 누쿠히바섬의 테카오산이다.

## 문화
우아베산은 1979년과 1985년 프랑스 우표에 등장했다.